# Wörthbach
Der Wörthbach (von der Quelle bis Eggenthal auch Friesenrieder Bach genannt)  ist ein linker Nebenfluss der Flossach. Über diese und die Mindel ist er ein indirekter rechter Nebenfluss der Donau in Bayern. Sein merklich größerer rechter Oberlauf ist der Friesenrieder Bach.

## Friesenrieder Bach

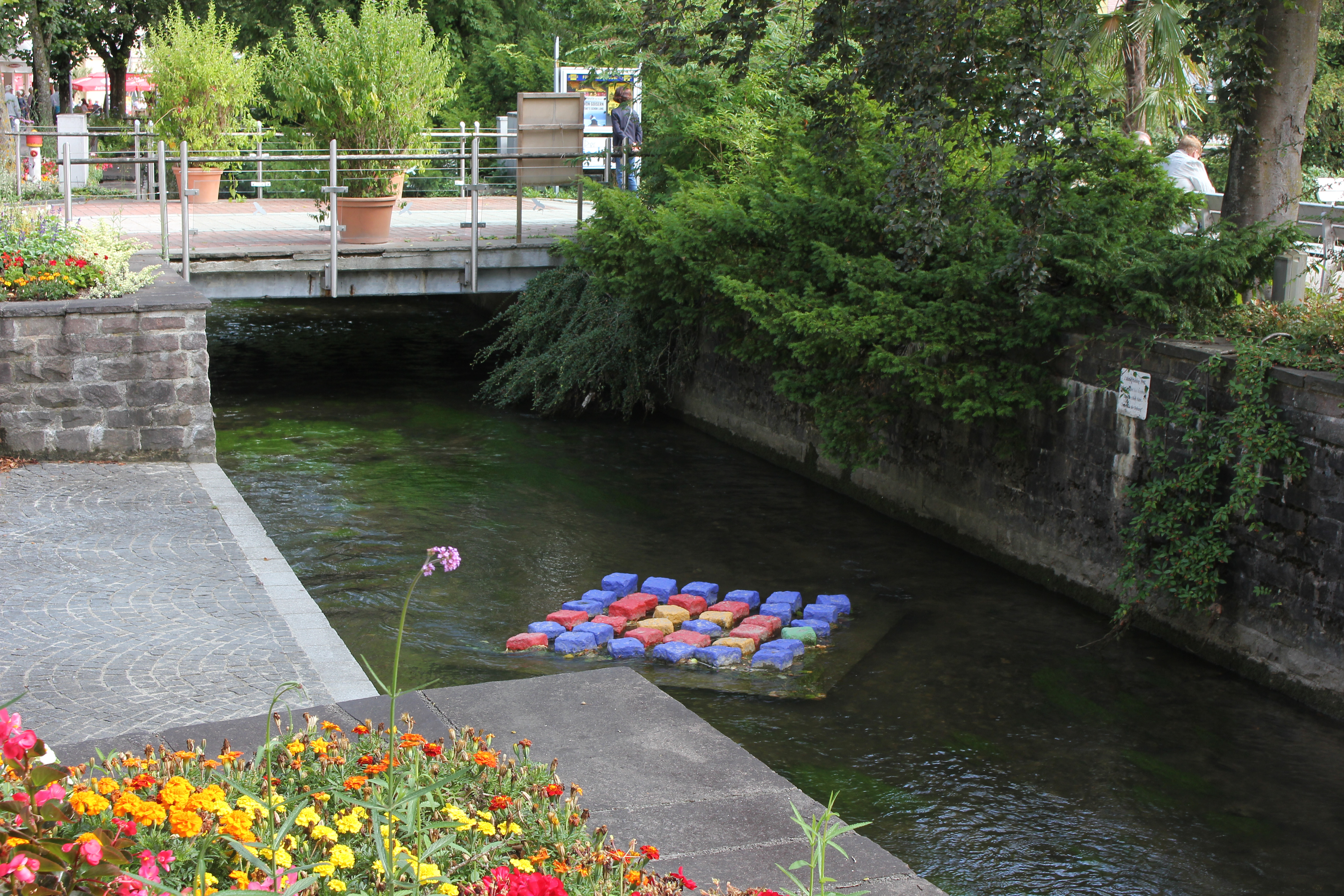
Wörthbach in Bad Wörishofen an der Kneippstraße

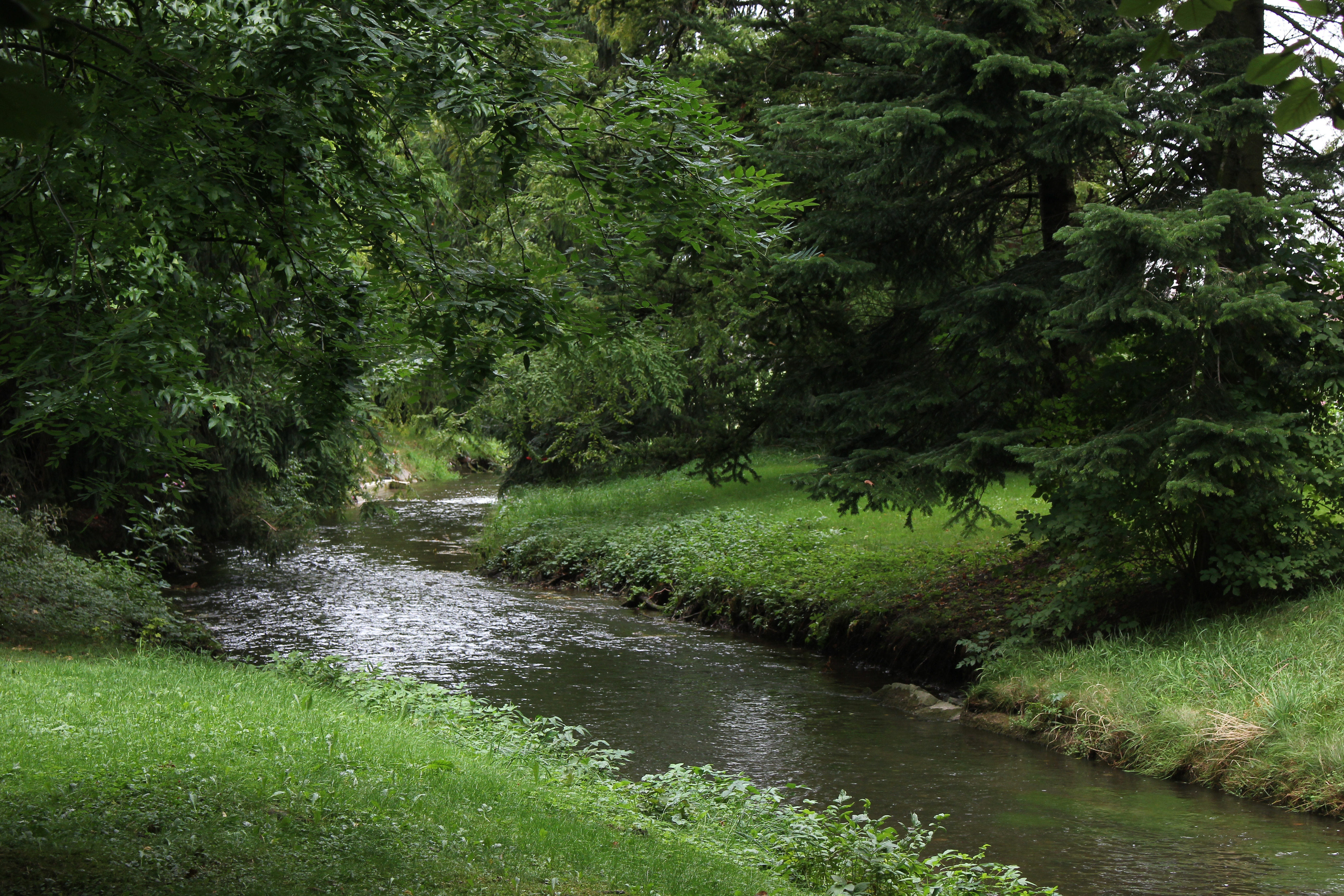
… und am Dietrich-Bonhoeffer-Weg

Die Quelle des Hauptstrang-Oberlaufs Friesenrieder Bach liegt im Hollenwald gut einen Kilometer östlich der Ortschaft Wenglingen in der Gemeinde Aitrang im Landkreis Ostallgäu. Von dort läuft der kleine Bach erst westwärts und schwenkt in der offenen Flur um Wenglingen auf etwa Nordnordwestkurs. Er durchfließt so den Waldzipfel um das Königsberger Moos und die Ortschaften Salenwang und Friesenried. In Blöcktach vereint er sich mit dem aus dem Südwesten kommenden Mühlbach zum Wörthbach.
Der Friesenrieder Bach genannte Bachabschnitt ist 8,6 km lang und entwässert ein Gebiet von 36,2 km² Größe, während der linke Oberlauf Mühlbach 5,7 km lang ist und ein nur 7,5 km² großes Einzugsgebiet hat.

## Verlauf des Wörthbachs
Der Wörthbach läuft darauf in nördlicher Richtung bis Eggenthal, wo der bedeutendere linke Zufluss Röhrwanger Mühlbach aus dem Südsüdwesten einmündet, wonach der Wörthbach lange in dessen Laufrichtung weiterzieht und dabei Baisweil durchquert. In der folgenden Stadt Bad Wörishofen wechselt er zurück auf nördlichen Lauf. Nachdem er die fast ganz am linken Ufer liegenden Orte Ober- und Unterrammingen durchquert hat, mündet er von links in die hier erst 3,3 km lange Flossach, deren Einzugsgebiet oberhalb nur 26,6 km² umfasst, während das des Wörthbachs 134 km² groß ist und er zusammen mit dem Friesenrieder Bach eine Länge von 34,5 km erreicht.

## Nebenbäche
Von der Quelle bis zur Mündung. Auswahl.
- Friesenrieder Bach, rechter und südöstlicher Hauptstrang-Oberlauf bis Blöcktach, 8,6 km und 36,2 km²
- Mühlbach, linker und südwestlicher Nebenstrang-Oberlauf bis Blöcktach, 5,6 km und 7,5 km²
- Schwarzer Graben, von rechts und Südosten durch Romatsried
- Hochstetter Bächle, von links und Süden am Anfang von Eggenthal
- Röhrwanger Mühlbach, von links und Südsüdwesten in Eggenthal, 11,4 km und 16,5 km²
- Schleifbach, von rechts und Südsüdosten
- Riedbach oder vielleicht auch Osterbach[2], von rechts und Südsüdwesten bei Großried, 6,8 km und 11,0 km².
- Fehlbach, linker Teilungsast bis in Bad Wörishofen
- Stutweidbach, von links nach Bad Wörishofen, 4,6 km und 8,1 km²
- Haldenbach, von links und Westen bei Kirchdorf
- Klausenbach, von links und Westen durch Oberrammingen

Siehe auch: Liste der Gewässer im Flusssystem Mindel

## Ortschaften
Ortschaften entlang dem Friesenrieder-Bach- und Wörthbach-Lauf von der Quelle zur Mündung:
Landkreis Ostallgäu
- Gemeinde Aitrang
  - Wenglingen (Dorf, links am Friesenrieder Bach)
- Gemeinde Friesenried
  - Salenwang (Dorf, am Friesenrieder Bach)
  - Friesenried (Pfarrdorf, überwiegend rechts am Friesenrieder Bach)
  - Blöcktach (Pfarrdorf)
- Gemeinde Eggenthal
  - Romatsried (Dorf, rechts)
  - Eggenthal (Pfarrdorf, überwiegend links)
- Gemeinde Baisweil
  - Baisweil (Pfarrdorf, überwiegend rechts)
  - Großried (Weiler, rechts)

Landkreis Unterallgäu
- Stadt Bad Wörishofen
  - Bad Wörishofen (Hauptort)
  - Kirchdorf (Kirchdorf, in geringem Abstand links)
- Gemeinde Rammingen
  - Oberrammingen (Pfarrdorf, fast nur links)
  - Unterrammingen (Kirchdorf, fast nur links)